# O2 Slovakia
O2 Slovakia s.r.o. (początkowo Telefónica Slovakia) – spółka oferująca usługi mobilne, która działalność komercyjną rozpoczęła w lutym 2007 roku. W latach 2008–2013 do sieci O2 przenieśli się użytkownicy ponad 617 tysięcy numerów telefonicznych. Obecnie O2 Slovakia rejestruje ponad 1,7 miliona kart SIM uznanych za aktywne (czyli o minimalnie 3-miesięcznej aktywności). W roku 2014 firma po raz szósty została wybrana operatorem roku w niezależnej ankiecie przeprowadzonej wśród klientów.

## Akcjonariat
Właścicielem spółki O2 Slovakia jest spółka O2 Czech Republic a. s., posiadająca 100% udziałów. Większościowym udziałowcem spółki O2 Czech Republic jest natomiast grupa finansowa PPF, do której należy 84,91% akcji.

## Prefiksy
Ministerstwo Telekomunikacji Republiki Słowackiej przydzieliło spółce prefiksy dla numerów, których używają klienci O2 Slovakia: 0940, 0944, 0948 oraz 0949.

## Siedziba
O2 Slovakia, s.r.o, Einsteinova 24, SK- 851 01 Bratislava, Słowacja

## Konkurencja
- Slovak Telekom
- Orange Slovensko